# Pterorhachis letestui
Pterorhachis letestui är en tvåhjärtbladig växtart som beskrevs av François Pellegrin. Pterorhachis letestui ingår i släktet Pterorhachis och familjen Meliaceae. Inga underarter finns listade i Catalogue of Life.